# Brian Haw

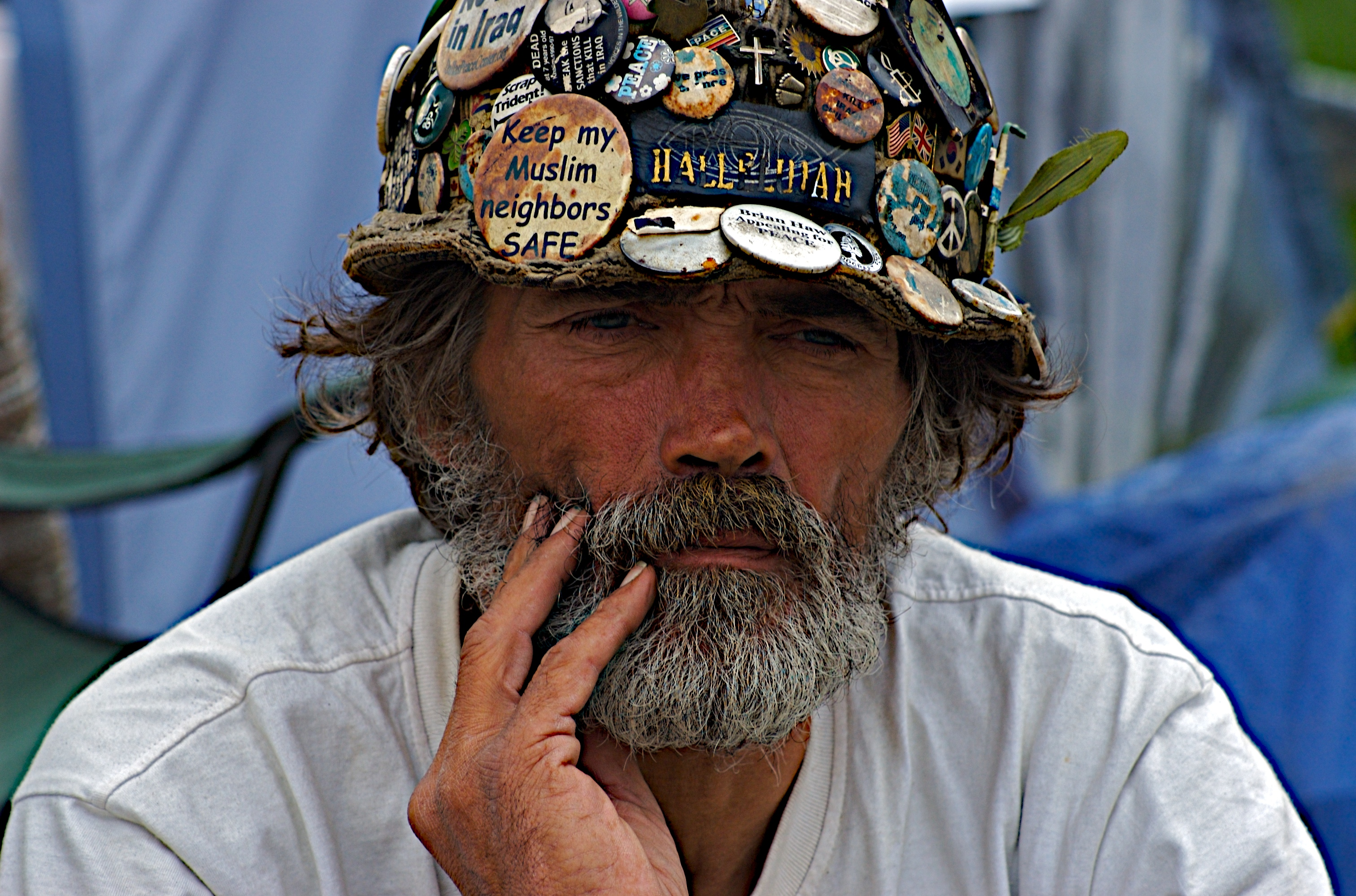
Brian Haw przed swoim namiotem, 2007

Brian William Haw (ur. 7 stycznia 1949, zm. 18 czerwca 2011) – angielski działacz pokojowy. Haw był zagorzałym przeciwnikiem wojen w Iraku i Afganistanie, znany głównie z tego, iż protestował pod Parlamentem w Londynie, gdzie umieścił swój namiot. Brian Haw był postacią niezwykle popularną, na wzór bohatera ludowego.

## Protest przed Parlamentem
Swój protest przeciwko wojnie w Iraku Haw rozpoczął w czerwcu 2001 roku (na samym początku dotyczył on sankcji nałożonych na Irak i ich konsekwencji humanitarnych). W ramach protestu, Haw mieszkał przez dziesięć lat w namiocie, najpierw na Parliament Square, a następnie na chodniku pomiędzy Parliament Square a budynkiem Parlamentu. 
Protestom towarzyszyły wydarzenia o charakterze happeningu, ekspozycje plakatów i transparentów, akcje policji, procesy oraz intensywne relacjonowanie tychże wydarzeń przez media. Po śmierci Briana Haw jego współpracownicy pod przewodnictwem Barbary "Babs" Tucker kontynuowali protest do 16 stycznia 2012, kiedy policja zlikwidowała ich obozowisko.

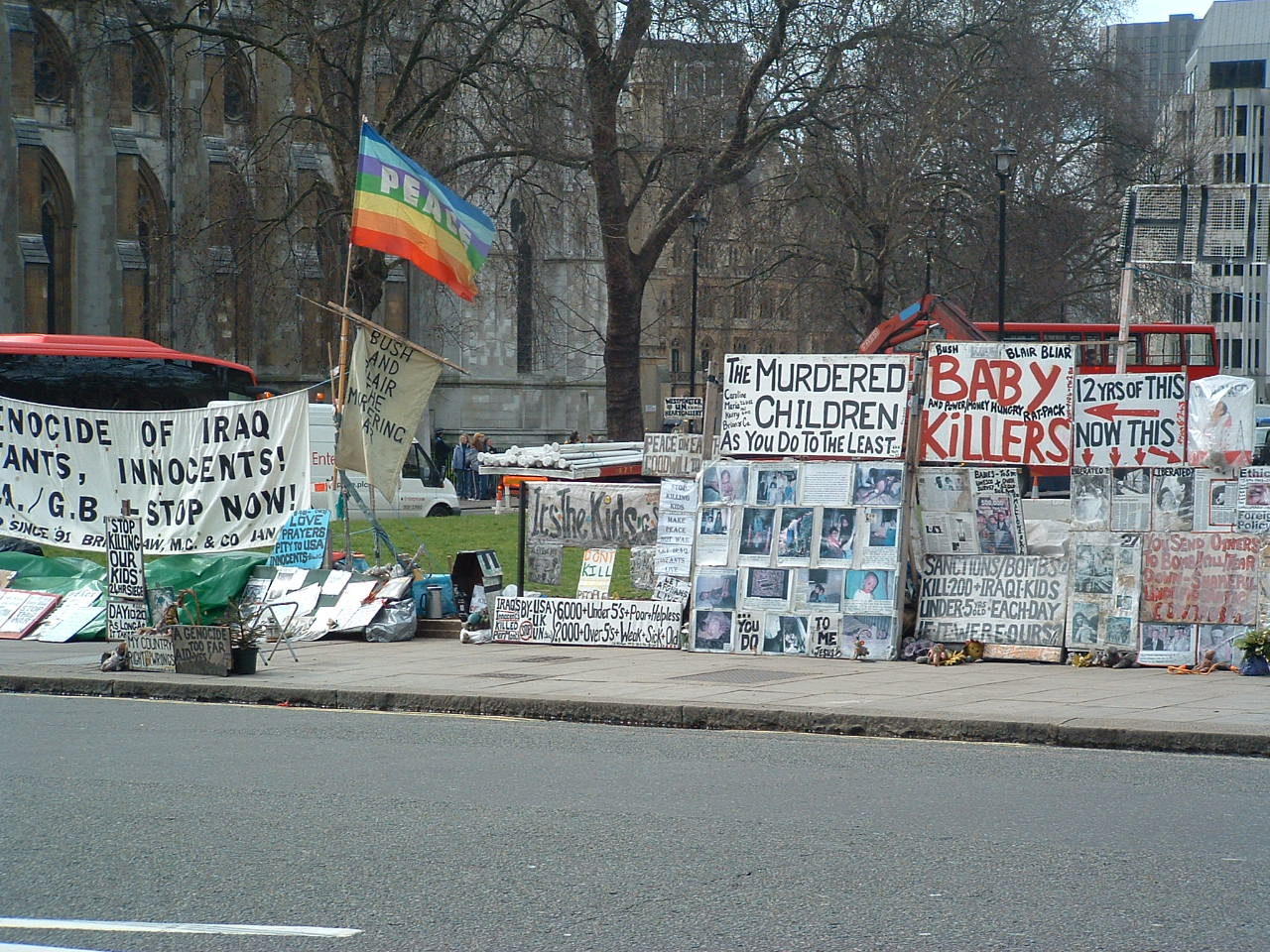
Widok na obozowisko Briana Haw z bramy Parlamentu, 2002

## Batalia prawna i akcje policyjne
Brian Haw toczył długotrwałą i skuteczną batalię prawną, starając się zalegalizować prawo do trwania w proteście przed parlamentem. Jego sukcesy były związane z faktem, iż znalazł lukę prawną w Ustawie o Przestępczości Zorganizowanej (SOCPA). Był wielokrotnie aresztowany. W 2008 r. policja skonfiskowała mu wystawę transparentów i afiszów. Haw zażądał odesłanie skonfiskowanej własności do miejsca faktycznego zamieszkania (Parliament Square). Część dokumentów procesu wytoczonego przez niego policji została przez władze sądownicze (na skutek monitów Haw'a) opublikowana. W 2009 Haw został poturbowany w czasie demonstracji, w 2010 miały miejsce kolejne aresztowania. W trakcie tych wydarzeń Haw był zmuszony przenieść obozowisko na chodnik, znajdujący się w innej jurysdykcji (Westminsterskiej). Tymczasem, władze otoczyły cały plac metalowym płotem, aby nie pozwolić na rozszerzenie się protestu. W międzyczasie, zachęceni skutecznymi działaniami prawnymi Haw'a, inni protestujący instalowali namioty na chodniku.
Haw interweniował również w procesie wytoczonym Barbarze Tucker pod zarzutem udziału w nielegalnej manifestacji. 
Jego protest bywał omawiany w Izbię Gmin, w kontekście obostrzeń prawa do manifestacji, w tym prawa do zajmowania przestrzeni i do używania środków nagłaśniających.

## Brian Haw w mediach i w sztuce
Działalność polityczną Briana Haw śledziły najważniejsze media światowe: CNN, BBC, AlJazeera.
Był postacią niezwykle popularną: występował w filmach dokumentalnych, miał własną audycję w radiu meksykańskim, pojawiał się jako postać w filmach i sztukach teatralnych, inspirował artystów. W 2007 roku, w plebiscycie Channel 4 News został uznany za "najbardziej inspirującą postać polityczną", zdobywając 54% głosów publiczności.
Hołd pośmiertny złożył mu Banksy, który za życia przekazał protestującym jeden ze swoich kolaży, natomiast muzyk Sean Terrington Wright zadedykował mu jeden z jego albumów.
W 2007 roku, artysta Mark Wallinger odebrał wartą 27.000 funtów nagrodę Turner Prize (jedną z najbardziej prestiżowych wyróżnień za dokonania artystyczne), za stworzenie repliki transparentów Briana Haw, zatytułowanej "State Britain".